# Пипер, Элисабет Шарлотта
Элисабет Шарлотта Пипер (швед. Elisabet Charlotta Piper, урождённая Руут (швед. Ruuth); 26 апреля 1787 — 26 февраля 1860), — шведская придворная дама. С 1823 по 1835 год она занимала должность обер-гофмейстерины (швед. överhovmästarinna) при наследной принцессе Швеции Жозефине Лейхтенбергской.
Элисабет Шарлотта была дочерью графа Эрика Руута и Элисабет Шарлотты Варендорфф. Она вышла замуж за родственника мужа её сестры, придворного графа Эрика Пипера (1773—1833) в 1805 году. У них было двое детей.
Элисабет Шарлотта была назначена старшей фрейлиной по прибытии в Швецию новой наследной принцессы в 1823 году. Её убедили принять эту должность после того, как Аврора Вильгельмина Браге отказалась от неё:
«Все очень надеялись, что графиня Браге согласится занять эту должность в качестве старшей фрейлины при новом дворе, но она не поддалась этому соблазну. Она согласилась взять на себя миссию по прибытию в Любек и принятию там кронпринцессы, немецкие дамы которой должны были также сопровождать её в Швецию. Вместо неё на должность старшей фрейлины была назначена графиня Элисабет Пипер, дама во всех отношениях достойная своего поста, который она приняла не без труда. Так как она по своему рождению и богатству пребывала в независимом, а также благоприятном положении, то, возможно, это являлось для неё жертвой, которая полностью не компенсировалась преимуществами, которые титулы и почести могли предложить её тщеславию».
Шведский государственный деятель Якоб Делагарди следующим образом описывал её:
«Графиня Пипер — одна из самых образованных особ высшего общества. Хорошее воспитание, совершенная грация, благородный ум, большое достоинство и поведение, возвышенное над всеми упрёками, — такие характеристики приписывались ей и давали ей вполне заслуженное доброе имя».
Королева Дезире сравнивала её со своей старшей фрейлиной Вильхельминой Юльденстольпе в письме к своей сестре Жюли Клари в марте 1831 года, отдавая предпочтение Элисабет Шарлотте:
«Я уверена, что вы нашли графиню Пипер очень приятной и занимательной; она исключительная личность [un phénix]. Жозефине повезло, что она стала её фрейлиной, а моя собственная — просто ледышка!»
Элисабет Шарлотту Пипер на должности обер-гофмейстерины Жозефины Лейхтенбергской в 1836 году сменила Шарлотта Шёльдебранд.